# Chloritis
Chloritis is een geslacht van weekdieren uit de klasse van de Gastropoda (slakken).

## Soort
- Chloritis huberi Thach, 2016